# Поздние хризантемы
«Поздние хризантемы» (яп. 晩菊: бангику; англ. Late Chrysanthemums) — японский чёрно-белый фильм, психологическая драма режиссёра Микио Нарусэ, вышедший на экран в 1954 году. Фильм основан на трёх коротких рассказах писательницы Фумико Хаяси, опубликованных в 1948 году. Часто повторяющейся темой в фильмах Нарусэ была драма стареющей гейши. Микио Нарусэ создает острый, проницательный портрет старения, любви и одиночества. Эта кинолента представляет собой гуманистическое исследование трагикомического характера четырёх стареющих гейш в послевоенной Японии, которые с сожалением оглядываются на своё прошлое, но сохраняют внутреннюю стойкость, чтобы выжить в их нынешней проблемной жизни.

## Сюжет
Весёлый, мягкий воспитанный финансовый консультант Итая приходит поздним вечером в дом к бывшей гейше, гордой и предприимчивой Кин. Она осталась незамужней после былой жизни гейши. Скопив небольшое состояние, она теперь имеет возможность его приумножать, занимая деньги под проценты, а также сдавая жильё внаём. После завершения их сделки, Кин инструктирует Итаю о выселении вдовы, которая не заплатила вовремя арендную плату, и предупреждает его о большей строгости с клиентами, дабы он не выказывал сочувствия к должникам. Проводив Итаю, Кин покидает дом, чтобы лично собрать долги с её бывших подруг гейш.
Первый визит к Нобу и её мужу, которые управляют небольшим баром, проникая к ним через заднюю дверь, чтобы быть незамеченной. Поздно выйдя замуж, обременённая финансовыми трудностями, Нобу всё ещё продолжает жить надеждой на то, что в один прекрасный день она станет матерью.
Затем Кин посещает Томи для того чтобы выяснить, — действительно ли их общая подруга Тамаэ нездорова, или просто скрывается от неоплаченного долга Кин. Обе подруги — Томи и Тамаэ, овдовевшие, брошенные собственными детьми, снимают одну квартиру на двоих, изо всех сил пытаясь свести концы с концами. Томи разговорчива, она обладает неплохим чувством юмора, но уже давно пристрастилась к азартным играм и негодует на Кин за её богатство и жадность. А сама Томи, также как и другие, в должниках у Кин. Между тем, беззаботная дочь Томи, — Сатико решает выйти замуж, не спрашивая при этом одобрения родительницы. А её соседка Тамаэ ведёт скудную жизнь уборщицы, пока наконец-то не начинает получать материальную поддержку от взрослого сына. Но её сын кажется, сам не знает, как ему жить дальше. Он стал получать деньги от женщины старше его, которая надеется на брак с ним. Но он всё же принимает решение: перестаёт быть жиголо и уезжает работать в угольных шахтах на Хоккайдо. Томи и Тамаэ стоически принимают свои потери, воспринимая это как карму, и напиваются вместе, чтобы поделиться своими разочарованиями в детях и выразить своё возмущение, что их подруга Кин стала такой жадной и расчётливой.
Тем не менее, расчётливая Кин далеко не бессердечна, и вычислив скрывавшуюся Тамаэ, даёт ей ещё небольшую отсрочку по кредиту.
Кин до сих пор носит шрамы от одного из своих любовных похождений с одержимым клиентом по имени Сэки, который пытался осуществить двойное самоубийство с ней в Маньчжурии в годы войны. Она отвергла его план, а мужчина затем попал в тюрьму. Теперь, годы спустя, скорбный, удручённый Сэки блуждает по улицам Токио в надежде найти Кин, чтобы… попросить у неё денег. Кин также получает письмо от офицера Табэ, в которого была влюблена в военные годы. Он пишет ей, что хочет увидеться и Кин надеется на возрождение былой любви… Однако при появлении Табэ в её доме, она понимает, что мужчину интересует только лишь заимствование денег. Она поворачивается к нему спиной и сжигает его старую фотографию, тем самым показывая своё презрение к некогда любимому человеку.
Хотя ни одной из четырёх женщин не светит безоблачное будущее, и их дружба содержит свои прискорбные моменты, это всё-таки дружба, которая позволяет им иметь, по крайней мере, компаньонок, чтобы делиться своими болями и радостями и помогает им преодолеть некоторые из трудностей их жизни.

## В ролях
Раскрывая тему старости и разных способов прожить её, Нарусэ выражает радикально пессимистическую точку зрения на человеческий удел. У него одиночество — отнюдь не то странное блаженство, знакомое персонажам Одзу, которые через одиночество приобщаются к великим истинам, к неизбежным жизненным циклам. Нарусэ рассказывает об одиночестве, о покинутости грубее и натуралистичнее. Одиночество не приносит персонажам никакой награды ни на философском, ни на нравственном уровне; впрочем, этих уровней персонажи даже не достигают...
... Их персонажей роднит с персонажами Одзу общая черта: и те, и другие безропотно принимают свою судьбу и свои несчастья. Но у персонажей Нарусэ безропотность — пустота, бессилие, которые в итоге отнимают у них всё.
- Харуко Сугимура — Окин
- Садако Савамура — Нобу
- Тикако Хосокава — Тамаэ
- Юко Мотидзуки — Томи
- Кэн Уэхара — Табэ
- Хироси Коидзуми — Киёси
- Инэко Арима — Сатико
- Бонтаро Миакэ — Сэки
- Соноскэ Савамура — Сэнтаро
- Дайскэ Като — Итая

## Премьеры
- — национальная премьера фильма состоялась 22 июня 1954 года[2].
- — впервые показан на американском континенте 27 ноября 1985 года в Нью-Йорке[3].
- — 17 ноября 2007 года фильм демонстрировался в рамках кинофестиваля в Салониках (Греция)[3].

## Награды и номинации
Кинопремия «Голубая лента»
- 5-я церемония награждения (за 1954 год)

Выиграны:
- Премия за лучшее исполнение женской роли второго плана — Юко Мотидзуки.

Кинопремия «Кинэма Дзюмпо» (1955)
Номинация:
- за лучший фильм 1954 года, однако по результатам голосования кинолента заняла 7 место.